# Sos bordoski
Sos bordoski (fr. sauce bordelaise) – rodzaj sosu brunatnego pochodzącego z kuchni francuskiej.
Przyrządzany jest na bazie odparowanego do 60% czerwonego wina, gotowanego z masłem, drobno posiekanymi cebulkami, tymiankiem, liściem laurowym i solą, połączonych z bulionem. Na zakończenie procesu przygotowania całość przeciera się przez sitko, zagrzewa i dodaje się pokrojony w kostkę szpik wołowy wraz z pietruszką.
Sos stanowi głównie dodatek do mięs z rusztu, np. antrykotu, rostbefu. Istnieje też jego odmiana z dodatkiem przecieru pomidorowego, przeznaczona jako dodatek do ryb gotowanych (lina, węgorza, sandacza).